# Cephalaria velutina
Cephalaria velutina är en tvåhjärtbladig växtart som beskrevs av Jevgenij Grigorjevitj Bobrov. Cephalaria velutina ingår i släktet jätteväddar, och familjen Dipsacaceae. Inga underarter finns listade i Catalogue of Life.